# 小日向白朗
小日向白朗（日语：／ Kohinata Hakurō，1900年1月31日—1982年1月5日），原名健松，化名尚旭東、邵日祥，號千山居士，日本新潟縣三條市人，是20世紀初期活躍於中國的著名日本人馬賊。中國民眾稱之為小白龍。

## 生平
小日向白朗出生在日本新潟縣三條市，早年十分崇拜單騎橫行西伯利亞的福島安正中佐，17歲時為了去中國內地、西藏和德國調查的目的而前往中國。在中國期間受到了關東軍坂西利八郎的器重，努力學習中文和射擊，坂西利八郎當時從事諜報工作，也把他視為弟子與親信。
20歲時前往外蒙古的烏蘭巴托，途中遭到馬賊的襲擊而被俘虜，偽稱自己的父親是邵姓中國人，他是為尋父而來的日本混血兒，馬賊頭目楊青山以加入匪幫為條件免他一死，於是化名邵日祥。此後，小日向白朗由於武藝精湛，在眾多戰鬥中逐漸嶄露頭角，楊青山死後，小日向白朗盡取其部，成為華北馬賊的大頭目，曾經在熱河省建平縣被捕，判處絞死，但因與章嘉呼圖克圖結交，章嘉呼圖克圖率領僧兵來救援，因而得救。
後來他前往馬賊的聖地千山無量觀，學習道教武當派與全真道的中國古拳法，師父葛月潭為他取名「尚旭東」，並授予了一把白朗寧手槍，小日向白朗稱之為「驅邪之槍小白龍」，從此「小白龍」也變成他的花名。隨後被奉系軍閥張作霖的部下張宗昌收為麾下，參加第二次直奉戰爭。1928年皇姑屯事件發生後，小日向白朗密謀在奉天叛亂，但失敗並被驅逐。
1935年，小日向白朗奉日本關東軍的命令在天津加入青幫，為青幫中「通」字輩的高級頭領，積極推動華北五省自治。抗日戰爭期間，又奉命前往上海活動。1945年日本戰敗投降後，小日向白朗在江蘇無錫前洲（今江蘇省無錫市惠山區前洲鎮）的別墅中被中華民國國民政府逮捕，以漢奸罪起訴。但最終因認定了他並非中國人，而是日本國籍，漢奸罪不成立，故而釋放歸國。1982年逝世於日本東京都新宿區。

## 逸事
1924年，大本教教主出口王仁三郎以及植芝盛平等人一行應馬賊盧占魁的邀請前往內蒙古一帶活動。途中遭遇張作霖部下的襲擊，全部被俘。小日向得知此事後四處奔走，証明了他們是日本人，使張作霖最終釋放了他們。

## 以其為原型的小說和漫画
- 朽木寒三，　新装改訂版上・下、ストーク、2005年。德間文庫刊行。
- 都築七郎，新人物往来社，1974年。
- 橫山光輝　全4卷，講談社少年雜誌KC，1985年；講談社漫画文庫，2005年。
- 村上紀香,龍 Ron ,自1991年至2006年在Big Comic Original月刊連載的歷史漫畫。